# X-Coração
X-Coração é uma série de desenho animado brasileira, criada por Guto Bozzetti e Lisandro Santos e produzida pela Cartunaria Desenhos, com financiamento de FSA (Fundo Setorial do Audiovisual) e Ancine, gerenciada pela Finep e com co-produção da TV Brasil, exibida pela Disney XD e TV Brasil. A série é baseada no curta-metragem homônimo vencedor da premiação Histórias Curtas, da RBS TV, em 2007.

## Enredo
X-Coração acompanha a história do chapista Alex, que faz uma promessa de "sucesso à uma banda de verdade".
Na busca de um parceiro, Alex (pela internet) encontra Sidnei, um baterista profissional que mora em outra cidade, cujo único defeito é que ele é mulherengo demais. Antes de ir para a cidade onde mora Sidnei, ele havia marcado encontro no meio do caminho com Zé.
Zé é um baixista que aparece para fechar a formação, e sempre que tem uma oportunidade solta frases de filósofos para acalmar os nervos. Ao chegar em Porto Alegre fica assim: Alex, Sidnei e Zé, a banda sem nome.
Para pagar aluguel à Vanilce (ou simplesmente "Tia Vani"), uma senhora que é muito boazinha e tia de Sidnei e Isabel (Bel como é chamada pela família), Alex arruma emprego na "Lanchonete do Gringo" (Fictícia lanchonete localizada em Porto Alegre, cujo dono é um Gringo que veio de outro país ganhar a vida.
Lá, Alex inventara um sanduíche cujo nome é "X-Coração", um "xis" de todos os ingredientes de um sanduíche normal com adição de "coração de galinha" famosos em churrasco. Assim surge o nome da banda: "X-Coração".
A X-Coração ao longo do tempo acaba contratando Jorginho um empresário que sempre mete eles em furada. Dentre os problemas do dia-dia existe ainda a "Banda B", cujo vocalista é Val, um menina que deixa Alex babando. Além dela a banda é composta pelos irmãos Della Torre (Dom, Dado e Duda), que vivem infernizando os três rapazes. Ainda tem o melodrama adolescente de Bel, que tem "amor não correspondido" pelo colega de banda de seu irmão Sidnei, Alex que só a vê como amiga, e nunca como uma namorada.
"X-Coração" mostra os dramas adolescentes e a oportunidade de sucesso que todos podem ter com muito romance, dramas adolescentes, negócio e maioria, comédia.

## Elenco e personagens

### Principais
- Alex (Rafael Pimenta) - Um chapista que sonha em se tornar um astro do rock, o vocalista e guitarrista da banda, o dono do melhor "Xis" de Porto Alegre, tem uma queda pela Val.
- Sidnei (Diego Medina) - O baterista da banda, que segundo ele mesmo "faz sucesso com as garotas".
- Zé - O baixista filósofo da banda.

### Secundários
- Isabel "Bel" (Vic Brow) - A irmã do Sidnei, tem uma queda pelo Alex.
- Val (Júlia Barth) - A vocalista da Banda B, banda dos Dellatorre, rivais da X-Coração.
- Banda B ( os irmãos Dellatorre: Dom, Dado e Duda)
- Vanilce "Tia Vani" (Deborah Finocchiaro) - A tia do Sidnei, que empresta a garagem para os shows da banda.
- Gringo (Felipe Mônaco) - O dono da Lanchonete do Gringo, onde Alex trabalha como chapista.
- Jorge "Jorginho" Soares (Drégus de Oliveira) - O empresário da banda.

## Transmissão
Antes da série, foi criada uma minissérie de 5 capítulos de até 2 minutos com o mesmo nome, exibida pela Nickelodeon América Latina, também disponibilizados no YouTube com legendas em inglês, chamado de X Heart. Alguns dos episódios da minissérie foram re-feitos para a série.
A série estreou primeiramente na TV paga, pelo canal Disney XD, no dia 21 de outubro de 2014. Já na TV aberta, estreou em 5 de outubro de 2015, pela TV Brasil.
No Disney XD (América Latina) estreou em 21 de novembro de 2014.